# Distoleon nubilus
Distoleon nubilus är en insektsart som först beskrevs av Gerstaecker 1888.  Distoleon nubilus ingår i släktet Distoleon och familjen myrlejonsländor. Inga underarter finns listade i Catalogue of Life.